# أل شانفرو (فلم مكسيكي)
أل شانفرو (الأسبانية:El Chanfle)، هو فيلم كوميدي مكسيكي ، من تأليف وتأليف الكوميدي روبرتو غوميز بولانوس. يظهر فيه العديد من الممثلين الذين عمل معهم في مسلسله التلفزيوني، ولا سيما رامون فالديس ، كارلوس فياغران ، فلوريندا ميزا ، من بين آخرين. يعد تعبير «شانفرو» أحد العناصر الخاصة والأكثر شهرة في السلسلة التي أنشأتها تشيسبيريتو، وهو تعبير يشير إلى الإعجاب أو المفاجأة أو الغضب، ويأتي من كلمة تعني حقًا تعريف تقنية الركل بالكرة في مثل هذه الطريقة التي تصف مسار أو حبل منحنى، وتستخدم في بعض بلدان أمريكا اللاتينية.

## القصة
أل شانفرو شخص متواضع، مساعد مدرب فريق كرة القدم الأمريكية منشو، وبستاني ملعبه، يتعثر مع الروتين اليومي والظلم الذي يلعبه منشو في مباريات الفريق، رغم ذلك، ما زال يعيش حياة صادقة مع زوجته تيري، وهي حامل من طفلها الأول، ولكن في يوم من الأيام تتغير حياتها عندما يحاول بيع سلاح من أجل كسب المال من أجل مستقبلهم، ويخيف عمداً رجل مسن، شى طه، ويسعى الآن إلى الانتقام بينما أل شانفرو يحاول اللقطات ضمان مستقبل أفضل لعائلته، وفي الوقت نفسه يحاول منظمو الفريق إصلاح سمعتها السيئة بسبب الاتجاه السيئ للمدرب وكل شيء ينتهي باضطهاد هزلي.

## ألقى
- روبرتو غوميز بولانوس في دور آل شانفرو والدكتور شى باطين.
- فلوريندا ميزا. كما تيري
- روبين أغيري. كما السيد ماتوت
- إدغار فيفار كدكتور نجيرا
- كارلوس فياغران في دور فالنتينو
- ماريا أنتونييتا دي لاس نيفيس في دور ديانا
- رامون فالديس كـ منشو رييس
- ماريا دي لوس انجليس فرنانديز ككاتب سوبر ماركت
- راؤول شاتو باديلا في دور باكو
- هوراسيو غوميز بولانيوس كشرطي.

## روابط خارجية
- مقالات تستعمل روابط فنية بلا صلة مع ويكي بيانات